# Thoracochromis schwetzi
Thoracochromis schwetzi es una especie de peces de la familia de los cíclidos.
Tiene incubación bucal por las hembras.

## Morfología
La longitud máxima descrita es de 8,3 cm.

## Distribución y hábitat
Es un pez de agua dulce tropical, bentopelágico. Se distribuye por ríos de África, en la cuenca fluvial del río Kwango (en Angola), afluente del curso medio del río Congo.
La minería de diamantes, artesanal pero intensiva, está poniendo en peligro su hábitat, por lo que se la considera en estado de conservación vulnerable.